# Тит Гебель
Тит Гебель (англ. Titus Gebel; 1967, Вюрцбург, Баварія, ФРН) — німецький підприємець, юрист, політичний діяч і публіцист. Він є колишнім генеральним директором Deutsche Rohstoff AG і керуючим директором Rhein Petroleum GmbH.

## Життєвий шлях
Гебель отримав докторський ступінь в Гейдельберзькому університеті в Інституті порівняльного публічного та міжнародного права Макса Планка . Потім він працював менеджером у різних компаніях у галузі біотехнологій, венчурного капіталу та сировинних товарів.
У 2006 році разом із Томасом Гутшлагом він заснував Deutsche Rohstoff AG і обіймав посаду генерального директора до 2014 року. Спочатку компанія брала участь у проектах з розвідки та розробки, а пізніше побудувала власне виробництво, переважно в Австралії та США (золото, срібло, вольфрам, молібден, нафта, природний газ). Компанія зареєстрована на Франкфуртській фондовій біржі з 2010 року, а річний оборот у 2018 році склав 108 мільйонів євро. Компанія Rhein Petroleum GmbH була заснована в 2007 році для відновлення експлуатації нафтових родовищ у південній Німеччині та почала видобуток у 2018 році.

## Вільні приватні міста
У своїй книзі «Вільні приватні міста» (англ. Free Private Cities) 2018 року Гебель змінив концепцію Хартійного міста Пола Ромера, яка досі не знайшла реалізації. Це повертає Гебелья до небажання держав дозволяти адміністративним чиновникам третіх країн виконувати суверенні завдання на їхній власній території.
Натомість у так званому вільному приватному місті приватна компанія пропонує мешканцям захист життя, свободи та власності на демаркаційній території як «надавачі державних послуг». Ця послуга включає служби безпеки та порятунку, правову та нормативну базу та незалежне вирішення спорів. Мешканці сплачують за ці послуги фіксовану в договорі суму на рік. Постачальник комунальних послуг як оператор громади не може в односторонньому порядку змінити договір згодом. Так звані громадяни за контрактом мають юридичну вимогу, яка поважається, і вимогу про відшкодування збитків у разі неналежної роботи приватного міста. Суперечки між ними та державним постачальником послуг розглядаються незалежними арбітражними судами, як це прийнято в міжнародному комерційному праві. Якщо оператор ігнорує арбітражне рішення або зловживає своїми повноваженнями в інший спосіб, його клієнти йдуть, а оператор стає банкрутом.
Гебель зараз працює з партнерами над створенням перших у світі вільних приватних міст, включаючи Гондурас серед інших. Концепція обговорювалася позитивно в медіа-ландшафті, але також критикувалася як неоколоніалістична.

## Публікації
- Der Treuhandgedanke und die Bewahrung der biologischen Vielfalt. Pro Universitate, Берлін 1998,ISBN 978-3932490392.
- Вільні приватні міста: змушуємо уряди конкурувати за вас. Aquila Urbis, Walldorf 2018,ISBN 978-1724391384.